# Odontoptilum
Odontoptilum là một chi bướm ngày thuộc họ Bướm nâu.

## Các loài
- Odontoptilum angulata
- Odontoptilum helias
- Odontoptilum helisa
- Odontoptilum hyperides
- Odontoptilum javanica
- Odontoptilum leptogramma
- Odontoptilum mahabini
- Odontoptilum pygela
- Odontoptilum ragupta
- Odontoptilum sinka
- Odontoptilum subangulata
- Odontoptilum sumatrana
- Odontoptilum sura